# القشلة (آيت ايمور)
القشلة هو دُوَّار يقع بجماعة اكفاي، عمالة مراكش، جهة مراكش آسفي في المملكة المغربية. ينتمي الدوّار لمشيخة آيت ايمور التي تضم 28 دوار. يقدر عدد سكانه بـ 100 نسمة حسب الإحصاء الرسمي للسكان والسكنى لسنة 2004.

## روابط خارجية
- البوابة الوطنية للجماعات الترابية
- المندوبية السامية للتخطيط